# High/Scope Perry Preschool Project
Das HighScope Perry Preschool Project war ein Forschungsprojekt zur Untersuchung des Einflusses vorschulischer Erziehung auf den Bildungserfolg von Kindern (kompensatorische Erziehung). Die Originalstudie wurde zwischen 1962 und 1967 in Ypsilanti, Michigan, USA durchgeführt. Die Daten der damaligen Kinder werden immer noch ausgewertet (Langzeituntersuchung).
Die philosophischen Grundlagen von «HighScope» gehen auf Jean Piaget und John Dewey zurück und seither werden die laufenden Forschungen über die kognitive Entwicklung, die Hirnforschung und die Pädagogik (Lew Semjonowitsch Wygotski) mit einbezogen.
Die ursprüngliche Perry Preschool existiert nicht mehr. 1970 gründete David Weikart die HighScope Educational Research Foundation. Diese Stiftung hat das Ziel Non-Profit-Forschung zu betreiben, weltweit die Entwicklung von Kindern zu fördern und Trainer auszubilden.

## Das Projekt (1962 – 1967)
Das High/Scope Perry Preschool Project wurde 1962 von David Weikert gestartet. Er arbeitete für den Ypsilanti Public School District und bemerkte, dass sich Kinder aus armen Stadtvierteln in der Schule schwer taten. Zusammen mit einigen Rektoren von Grundschulen gründete er ein Komitee, um diesen Kindern zu helfen. Weikert war ein Anhänger der Pädagogik von Alexander Sutherland Neill und der Theorien von Jean Piaget. Auch das High/Scope Perry Preschool Project beruhte auf Neills und Piagets Ideen. Nach Ansicht von High/Scope kommt der Anstoß zum Lernen aus dem Inneren des Kindes. Die persönlichen Interessen, Fragen und Absichten des Kindes führen zum Erforschen, Experimentieren und zum Aufbau neuer Kenntnisse und Einsichten. Wichtigster Grundsatz des Projektes war, dass Kinder ihre eigenen Lehrer sind. Sie sollen selbstgesteuert lernen. Erwachsene sollten die Partner der Kinder beim Lernprozess sein und nicht die „Manager“.
Die Ergebnisse des High/Scope Perry Preschool Project wurden evaluiert und mit einer Kontrollgruppe verglichen.

### Die Teilnehmer
Das Programm richtete sich an 3- bis 4-jährige sozial massiv benachteiligte Kinder. Es wurden 123 Kinder meist afroamerikanischer Abstammung zufällig ausgewählt. 58 davon wurden in der Testgruppe gefördert, der Rest bildete die Kontrollgruppe. Die Kinder hatten zudem einen niedrigen Intelligenzquotienten (zwischen 70 und 85), aber keine organischen Defizite. Die Gruppen wurden so zusammengestellt, dass die Kinder in Alter, IQ, Geschlecht und sozioökonomischem Status ähnlich waren. Zu Beginn gab es zwischen den Gruppen keinen Unterschied in der Abwesenheit des Vaters, der elterlichen Ausbildung, Familiengröße oder Geburtsreihenfolge.

### Die Vorschule
Die Förderung bestand aus einer fünftägigen Vorschule (2,5-stündige Intervention) und einem wöchentlichen 90-Minuten-Besuch eines Sozialarbeiters bei den Kindern zuhause.
Das Projekthaus war in unterschiedliche Bereiche unterteilt. Es gab unter anderem einen Kunstbereich, einen Bücherbereich, einen Wasser- und Sandbereich. In der ersten Phase Planen-Arbeiten-Reflektieren.  konnten die Kinder selbst entscheiden, in welchem Bereich sie lernen wollten, mussten dies aber zuerst im Gespräch begründen. Es wurde über mögliche Konsequenzen der geplanten Handlungen nachgedacht. Danach gingen sie den geplanten Aktivitäten nach, wobei die Lehrkräfte sie beobachten und von Zeit zu Zeit mit Fragen und Kommentaren eingriffen. Schließlich folgte eine Reflexionsphase, in der die Kinder der Gruppe von ihren Aktivitäten berichteten. In der Kleingruppenphase traf sich jeden Tag eine Gruppe von Kindern mit demselben Erwachsenen: Jedes Kind erhält einige Materialien und kann selbst entscheiden, wie es sie einsetzt. Die Kinder sprechen untereinander und mit dem Erwachsenen darüber, was sie gerade tun. In der Kleingruppenphase werden die Kinder mit Materialien und Erfahrungen vertraut gemacht, denen sie wahrscheinlich während der Abfolge von Planen, Arbeiten und Reflektieren nicht begegnen würden. In der Großgruppenphase schließlich wurden die Aktivitäten von den Erwachsenen initiiert. Es wurde zum Beispiel gemeinsam gesungen oder getanzt. Dabei wurde darauf geachtet, dass die Kinder große Freiheiten hatten, zum Beispiel beim Abwandeln der Liedtexte.
Die Eltern trafen sich monatlich in Kleingruppen, um sich zu Themen der Kindererziehung auszutauschen. Die Eltern erhielten wöchentlich Besuch von ihrem jeweiligen Vorschullehrer für 90 Minuten mit dem Ziel, erzieherische Unterstützung anzubieten und die schulischen Aktivitäten auszudehnen. Bei diesen Besuchen wurden auch Arbeits- und Spielmaterialien mitgebracht (z. B. Puppen oder Knete).

### Ergebnisse im Alter von 27 Jahren
Insgesamt konnte das Projekt zahlreiche positive Ergebnisse vorweisen. Dazu gehören eine niedrigere Kriminalitätsrate, weniger Teenager-Schwangerschaften, weniger Abhängigkeit von Sozialhilfe, erhöhtes prosoziales Verhalten, erhöhte akademische Leistung, Jobchancen und Einkommen sowie Familienstabilität.
Im Alter von 27 Jahren wurden die Personen der Vorschulgruppe und Kontrollgruppe wie folgt miteinander verglichen:
Ausgewählte Studienergebnisse des Perry Preschool Projektes
 Unterschiede in Versuchs- und Kontrollgruppe im Alter von 27 Jahren.
Hahlweg von der TU Braunschweig merkt an, dass für jeden US$, der in das Programm investiert wurde, 7 $ gespart wurden.
Barnett (1995) zieht folgendes Resümee: "Für viele Kinder aus sozial benachteiligten Familien ist der Aufenthalt in einem gut ausgestatteten Kinderzentrum von schicksalhafter Bedeutung. Teilnehmen oder Nicht-Teilnehmen an einem Vorschulprogramm bedeutet für diese Kinder, in der Schule oder im Beruf erfolgreich zu sein oder zu scheitern und kriminell zu werden.

### Ergebnisse im Alter von 40 Jahren
Kinder aus der Vorschul-Gruppe erzielten im Alter von 40 Jahren signifikant höhere Einkommen. Berücksichtigt man höhere Steuereinnahmen und niedrigere Kosten für das Justiz- und Wohlfahrtssystem, so kann gezeigt werden, dass das Programm für jeden investierten Dollar einen Wert von 12,9 Dollar generierte. Dabei kam ein Hauptteil dieses Gewinns durch reduzierte Straftaten durch Männer zustande.

### Kritische Rezeption
Randomisierte Studien werden als der Goldstandard bei Interventionsstudien betrachtet. Barnett (1995) vergleicht die Langzeitwirkungen von frühkindlichen Erziehungsprogrammen und zeigt, dass nur sechs von 15 Studien (aus den 60er und 70er Jahren) randomisierte Gruppen aufweisen, darunter das Perry Preschool Programm.
Allerdings weist Heckman (2010) darauf hin, dass diese Randomisierung teilweise kompromittiert wurde. Nach der Verteilung der Gruppen wurden einige Studienteilnehmer noch einmal neu verteilt.
Nach James Heckman hatte die Förderung wenig eigentliche kognitive Effekte und keinen langfristigen Effekt auf den IQ, trotz besserer Leistungen beim Schulerfolg (CAT). Als Ursache für die unterschiedliche Testleistung wurden nichtkognitive Faktoren vermutet.

## Die heutige Situation
Der High/Scope-Ansatz war zwar für Kinder aus sozial benachteiligten Verhältnissen gedacht, doch er war auch für US-amerikanische Eltern der Mittelschicht sehr interessant und es wurden zahlreiche Elterninitiativen und Kindergärten gegründet, die auf diesem Ansatz beruhten. Auch die deutsche Kinderladenbewegung nahm den Ansatz begeistert auf.
High/Scope ist heute ein eingetragener Verein, der sich zum Ziel gemacht hat, Kinder aus allen Schichten zu fördern. High/Scope Projekthäuser gibt es in Großbritannien und den USA. Die High/Scope-Materialien (Bücher, Spielzeug, Musikinstrumente) können weltweit bestellt werden.